# Michael Del Zotto
Michael Del Zotto (* 24. Juni 1990 in Stouffville, Ontario) ist ein ehemaliger kanadischer Eishockeyspieler italienischer Abstammung, der im Verlauf seiner aktiven Karriere zwischen 2006 und 2023 unter anderem 768 Spiele für die New York Rangers, Nashville Predators, Philadelphia Flyers, Vancouver Canucks, Anaheim Ducks, St. Louis Blues, Columbus Blue Jackets und Ottawa Senators in der National Hockey League (NHL) auf der Position des Verteidigers bestritten hat. Mit den St. Louis Blues gewann Del Zotto im Jahr 2019 den Stanley Cup.

## Karriere

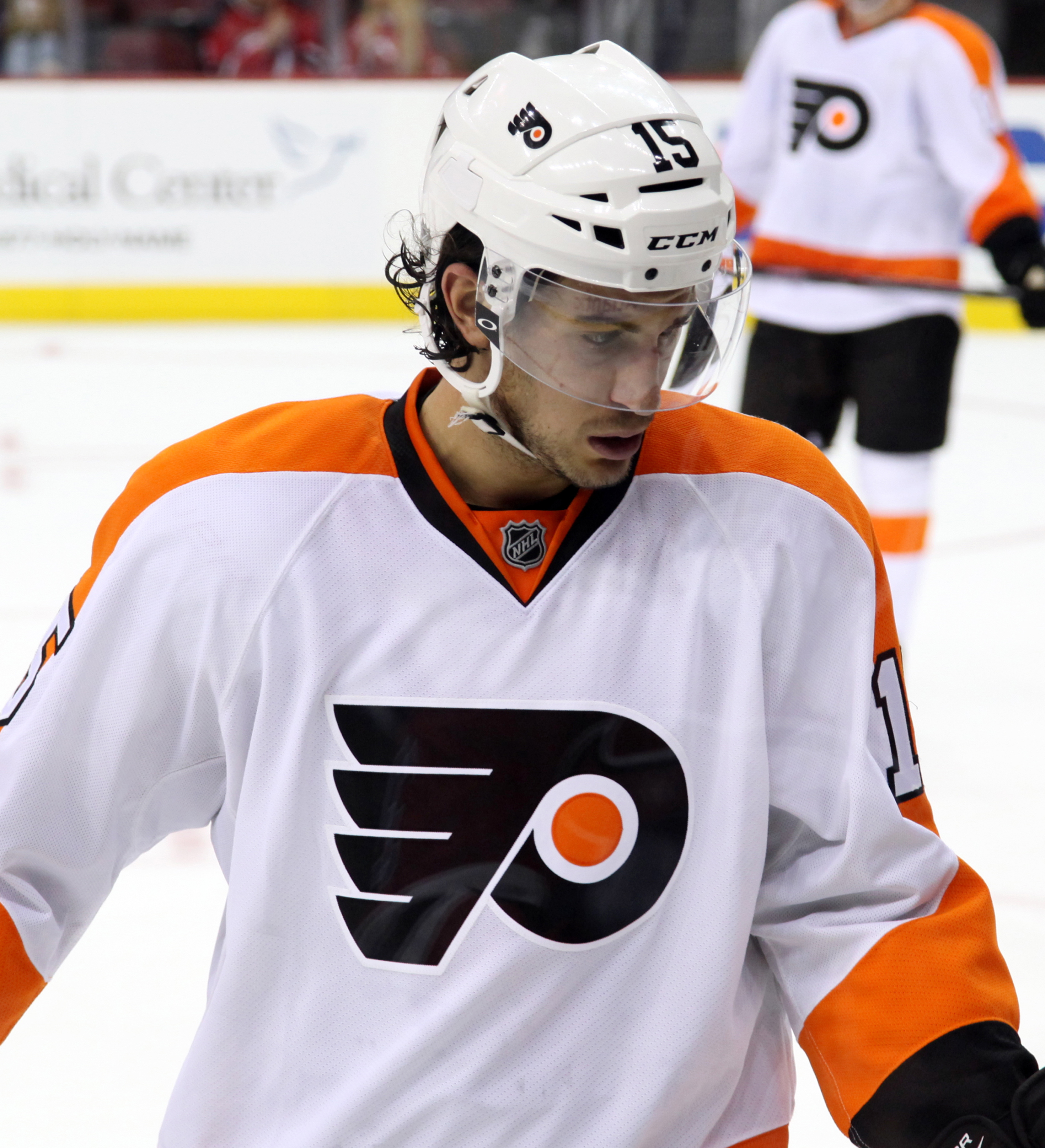
Del Zotto im Trikot der Philadelphia Flyers (2014)

Michael Del Zotto begann seine Karriere 2005 bei den Markham Waxers in einer unterklassigen Juniorenliga in Ontario. Vor allem durch seine 30 Tore und 90 Assists konnte er auf sich aufmerksam machen und wechselte im Sommer 2006 in die kanadische Juniorenliga Ontario Hockey League (OHL) zu den Oshawa Generals, welche ihn zuvor bei der OHL Priority Selection ausgewählt hatten. Für die Oshawa Generals spielte er zweieinhalb Jahre bis Januar 2009. Dies führte dazu, dass der Titelaspirant, die London Knights, ihn zusammen mit John Tavares und Daryl Borden verpflichteten, um die Meisterschaft der OHL zu erringen. Im Halbfinale der Saison 2008/09 gegen die Windsor Spitfires unterlagen sie jedoch in der Best-of-Seven Serie mit 4:1, wobei alle Spiele erst in der Verlängerung entschieden wurden.
Zuvor war der Verteidiger im NHL Entry Draft 2008 in der ersten Runde an 20. Stelle von den New York Rangers aus der National Hockey League (NHL) ausgewählt worden, die ihn im Mai 2009 zur Unterschrift unter seinen ersten NHL-Vertrag brachten. Zwischenzeitlich spielte Del Zotto im Jahr 2012 während des NHL-Lockouts bei den Rapperswil-Jona Lakers in der Schweizer National League A (NLA). Im Januar 2014 wurde er von den New York Rangers zu den Nashville Predators transferiert, die im Gegenzug den Verteidiger Kevin Klein erhielten. Am 6. August 2014 wechselte Del Zotto zu den Philadelphia Flyers. Er unterschrieb dort einen Einjahresvertrag, der in der Folge um zwei weitere Jahre verlängert wurde. Nach Auslaufen des Arbeitsverhältnisses im Sommer 2017 wechselte Del Zotto als Free Agent zu den Vancouver Canucks.
In Vancouver verbrachte er knapp eineinhalb Jahre, bis er im Januar 2019 an die Anaheim Ducks abgegeben wurde, die im Gegenzug Luke Schenn und ein Siebtrunden-Wahlrecht für den NHL Entry Draft 2020 zu den Canucks schickten. Für die Südkalifornier bestritt der Abwehrspieler bis Ende Februar 2019 aber lediglich zwölf Partien, ehe er gegen ein Sechstrunden-Wahlrecht im NHL Entry Draft 2019 von den St. Louis Blues eingetauscht wurde. Mit diesen gewann er in den folgenden Playoffs 2019 den Stanley Cup, wobei er nur sieben Spiele in der regulären Saison und keine Playoff-Partie für die Blues bestritt. Da er insgesamt aber den Grenzwert von 41 Spielen der regulären Saison erreichte, wurde er auf der Trophäe verewigt.
Im Juli 2019 unterzeichnete Del Zotto einen Einjahresvertrag bei den Anaheim Ducks und kehrte somit nach Kalifornien zurück. Dieser wurde im Oktober 2020 nicht verlängert, sodass er sich fortan als Free Agent auf der Suche nach einem neuen Arbeitgeber befand. Im Dezember 2020 schloss er sich vorerst probeweise (professional tryout contract) den Columbus Blue Jackets an, was schließlich im Januar 2021 in einem festen Engagement mündete. Ebenfalls als Free Agent wechselte er im Juli 2021 zu den Ottawa Senators. Diese jedoch bezahlten ihm das verbleibende Jahr seines Zweijahres-Vertrages bereits im Juli 2022 vorzeitig aus (buy-out), sodass er wenig später als Free Agent zu den Florida Panthers wechselte. Dort kam er bis Mitte Dezember lediglich zu Einsätzen für deren Kooperationspartner Charlotte Checkers in der American Hockey League (AHL). Im Rahmen eines Transfergeschäfts wurde er schließlich zu den Anaheim Ducks transferiert, bei denen er bereits zweimal unter Vertrag gestanden hatte. Im restlichen Saisonverlauf kam der 32-Jährige aber ausschließlich für das Farmteam San Diego Gulls zu Einsatzzeiten, ehe er im September 2023 das Ende seiner aktiven Zeit als Profi bekannt gab.

### International
Für sein Heimatland spielte Del Zotto bei der Weltmeisterschaft 2010 in Deutschland. Er kam in fünf Turnierspielen für die Ahornblätter zum Einsatz, in denen er punktlos blieb. Das Team belegte am Turnierende den siebten Rang.

## Erfolge und Auszeichnungen
| - 2007 OHL First All-Rookie Team - 2008 Teilnahme am CHL Top Prospects Game - 2009 OHL Third All-Star Team | - 2009 NHL-Rookie des Monats Oktober - 2010 NHL All-Rookie Team - 2019 Stanley-Cup-Gewinn mit den St. Louis Blues |

## Karrierestatistik

### International
Vertrat Kanada bei:
- Weltmeisterschaft 2010

(Legende zur Spielerstatistik: Sp oder GP = absolvierte Spiele; T oder G = erzielte Tore; V oder A = erzielte Assists; Pkt oder Pts = erzielte Scorerpunkte; SM oder PIM = erhaltene Strafminuten; +/− = Plus/Minus-Bilanz; PP = erzielte Überzahltore; SH = erzielte Unterzahltore; GW = erzielte Siegtore; 1 Play-downs/Relegation; Kursiv: Statistik nicht vollständig)